# 丝茅冲线路所
丝茅冲线路所是一个京广铁路上的线路所，位于湖南省长沙市开福区德雅路，原为1965年与长沙枢纽左侧外绕线一同建成的丝茅冲站，时为四等站，2024年改为线路所:19。车站降级前不办理客货运业务，仅作列车跨线使用。
由于长沙站和本站信号计算机联锁设备老化、性能不良，且超过规定使用年限，铁路部门2022年启动长沙站设备大修工程，当中包括关闭本站。2024年12月16日，相关施工改造完毕，丝茅冲站正式关闭，改设丝茅冲线路所，行车组织工作交由长沙东站控制。线路所衔接有长沙、长沙东、捞刀河和老长沙北站。